# 川上泰広
川上 泰広（かわかみ やすひろ、1964年1月23日 - ）は、日本のフリーランスのソングライター。大阪府出身。

## 来歴
1987年、立命館大学理工学部卒業。

1987年、セガ・エンタープライゼス（現セガ）入社。

1992年、スクウェア（現スクウェア・エニックス）入社。

1998年、SQUARE U.S.A, INC. 出向。

現在は、フリーランスのソングライター。

## 主な作品

### ゲーム
- 忍 -SHINOBI-（セガ/1987年）
- エースアタッカー（セガ/1988年）
- WORLD DERBY（セガ/1988年）
- スクランブルスピリッツ（セガ/1988年）
- テトリス（セガ/1988年）[4]
- クラックダウン（セガ/1989年）
- E-SWAT（セガ/1989年）
- 覇沙夢（アイレム/1991年）
- SUPER R-TYPE（アイレム/1991年）※冷牟田卓志、木村浩と共作[5]
- ボンバーマン（アイレム/1991年）
- R-TYPE COMPLETE CD（アイレム/1991年）※冷牟田卓志と共作
- ファイナルファンタジーUSA ミスティッククエスト（スクウェア/1992年）※笹井隆司と共作[6]
- トバルNo.1（スクウェア/1996年）※光田康典、伊藤賢治、笹井隆司、下村陽子、松枝賀子、仲野順也、濱渦正志と共作
- ギャングウェイ・モンスターズ（ソニー・ミュージックエンタテインメント/1998年）林克洋と共作
- チョコボの不思議なダンジョン2（スクウェア/1998年）※伊藤賢治、関戸剛、谷岡久美と共作

### パチスロ
- スピンラック（IGT/2001年）
- ハーレーダビッドソン（IGT/2002年）
- エイリアン（IGT/2002年）
- 信長の野望（IGT/2003年）
- ダイナマイトマン（JPS/2007年）
- どんまい!!ちゅ～吉（JPS/2009年）
- ヘルズゲート（バルテック/2010年）
- 走れメロス（JPS/2010年）
- ドルマッチ（JPS/2011年）
- ドリームジャンボ（JPS/2014年）

### 芸術
- 1997年7月、無音のレコード『The Sound Of Records』を自主制作[7]。
- 2021年9月、国立民族学博物館 特別展「ユニバーサル・ミュージアム ――さわる！“触”の大博覧会」で展示された「音で感じるスポーツ」を制作[8]。

## 補足
- 1989年7月から約半年間、アルファ・ムーン株式会社（現ワーナーミュージック・ジャパンのMOON RECORDS）でアシスタントディレクターを務め、山下達郎の『JOY (山下達郎のアルバム)』の制作に携わる。
- 1997年7月に自主制作した『The Sound Of Records』は、12インチのアナログレコードで、A面は33回転で10分間、B面は45回転で10分間、無音の状態でカッティングされている。

このレコードはレコードを再生したときに発生する特有のノイズを作成するためのもので、人為的に表面にキズやホコリを付けて使用する。
東洋化成で500枚プレスされ、渋谷、心斎橋、ソーホー (ロンドン)のレコード店で販売された。
- パチスロの音楽制作においては、歌の作詞作曲も行っている（『どんまい!!ちゅ～吉』、『走れメロス』、『ダイナマイトマン』など）。